# Consiliul Național de Acțiune Împotriva Corupției și Criminalității Organizate
Consiliul Național de Acțiune Împotriva Corupției și Criminalității Organizate (CNAICCO) a fost o instituție de stat înființată de fostul președinte al României, Emil Constantinescu, la data de 7 ianuarie 1997, sub conducerea sa directă.
Constantinescu a desființat CNAICCO, în octombrie 1998, când a constatat că „fenomenul corupției a dispărut”.
Prioritățile CNAICCO au fost combaterea mafiei din domeniul bancar, petrolier, maritim, al îngrășămintelor chimice, precum și marile cazuri de contrabandă cu țigări, alcool și cafea.
O atenție specială a fost acordată combaterii traficului și consumului de droguri.
Datorită rolului acestui organism care presupunea cooperarea  cu celelalte instituții ale statului, în special cu Justiția, mulți au caracterizat activitatea lui ca fiind „un eșec total”, deoarece prea puține din dosarele analizate de CNAICCO au fost finalizate.
De fapt, Consiliul era un organism consultativ, fiind reprezentat în teritoriu de comisii județene anticorupție.
Semnificativ pentru activitatea acestor comisii județene este cazul celei de la Brașov, care a fost înființată la începutul anului 1997 și a funcționat circa șase luni.
Înființarea ei s-a produs în urma unei simple circulare trimise de președintele Emil Constantinescu.
Timp de șase luni s-a așteptat apariția unui act normativ care să dea temei legal acestei comisii.
Pentru că acest act nu a mai apărut, după o jumătate de an comisia s-a desființat.
Cât timp a funcționat, activitatea comisiei s-a rezumat la primirea și înregistrarea de plângeri de la cetățeni.
Hotărârile comisiei nu au fost luate în seamă de instituțiile abilitate să cerceteze actele pe același motiv: lipsa unui temei legal pentru funcționarea comisiei.
În octombrie 1998, Emil Constantinescu a anunțat desființarea Consiliului și marea victorie în lupta împotriva corupției după ce declarase în iulie că lupta a luat sfârșit și că fenomenul a fost eradicat.